# José Luis Montes de Oca
José Luis Montes de Oca Olais (* 21. Dezember 1967 in Mexiko-Stadt) ist ein ehemaliger mexikanischer Fußballspieler auf der Position eines Verteidigers.

## Leben
Montes de Oca begann seine aktive Laufbahn beim Club Deportivo Guadalajara, für den er von 1991 bis 1994 in 80 Ligaspielen mitwirkte und 3 Treffer erzielte. Anschließend war er für je eine Saison bei den Toros Neza und Deportivo Toluca im Einsatz, bevor er 1996 zum Club Necaxa, seiner mit sechsjähriger Zugehörigkeit längsten Station, stieß. Mit den Necaxistas gewann er in der Winterspielzeit 1998 die mexikanische Fußballmeisterschaft. In der Saison 2002/03 ließ er seine aktive Laufbahn beim Club San Luis ausklingen.

## Erfolge
- Mexikanischer Meister: Invierno 1998